# Bakrov(II) oksid
Bakrov(II) oksid (CuO, paramelakonit i tenorit) je crn kristaličan prah netopljiv u vodi.

Slabo je topljiv u amonijaku i amonijevu kloridu, ali je lako topljiv u kiselinama, amonijevu karbonatu i kalijevom cijanidu. U otopini ima isključivo lužnat karakter pa otapanjem u kiselinama daje različite bakrove(II) soli.
Upotrebljava se za proizvodnju drugih spojeva bakra, služi kao pigment za bojanje staklenih površina i u izradi crnih, zelenih i modrih stakala, glazura i emajla te vodiča s negativnim koeficijentom električnog otpora. Koristi se i kao katodni depolarizator u elektrolizi alkalnih klorida, kao pozitivna elektroda u galvanskim člancima, za pročišćavanje kisika od primjesa vodika i mineralnih ulja od sumpora, kao imitacija dragog kamenja, u kemijskoj analizi, naftnoj industriji, proizvodnji optičkih stakala, itd.

## Dobivanje
Dobiva se žarenjem bakra, a dobiveni bakrov(II) oksid je bazičan (što znači da lako reagira s kiselinama) pri čemu nastaju odgovarajuće bakrove(II) soli:
CuO(s) + 2 H3O+(aq) --> Cu2+(aq) + 3 H2O
CuO(s) + H+(aq) --> Cu2+(aq) + H2O (neutralizacija)
Bakar zagrijan na zraku, oksidira se i prelazi u crni bakrov(II) oksid (CuO) i nešto malo crvenog bakrova(I) oksida (Cu2O).
Zagrijani CuO u prisutnosti reducensa lako otpušta kisik pa ta reakcija ponekad može poslužiti za određivanje vodika (nastaje voda) i ugljika (nastaje CO2) u elementarnoj analizi organskih spojeva.